# بهترین ساعات (فیلم ۱۹۹۲)
بهترین ساعات (به انگلیسی: The Finest Hour) فیلمی محصول سال ۱۹۹۲ و به کارگردانی شیمون دوتان است. در این فیلم بازیگرانی همچون راب لو، گیل هانسن و تریسی گریفیت ایفای نقش کرده‌اند.